# Per Frick
Per Frick, né le 14 avril 1992 à Kil en Suède, est un footballeur international suédois qui évolue au poste d'attaquant à l'IF Elfsborg.

## Biographie

### En club
Per Frick commence le football au FBK Karlstad (en), et rejoint en 2009 l'IF Elfsborg, où il intègre dans un premier temps les équipes de jeunes. Il joue son premier match en équipe première le 5 juillet 2012, à l'occasion d'une rencontre qualificative pour la Ligue Europa face au Floriana FC. Il entre en jeu à la place de Lasse Nilsson ce jour-là, et participe à la victoire de son équipe en inscrivant également son premier but. Il est titulaire lors du match retour, le 10 juillet, et marque un autre but. Son équipe s'impose cette fois par quatre buts à zéro. Frick fait sa première apparition dans l'Allsvenskan le 26 août de la même année, contre le BK Häcken. Il entre en jeu en cours de partie lors de cette rencontre, et son équipe s'avère battue par quatre buts à deux.
Le 31 octobre 2016, Per Frick réalise son premier doublé pour Elfsborg, lors d'une rencontre de championnat face à l'IFK Göteborg. Il est titulaire et les deux équipes se neutralisent (2-2 score final).
Le 20 juin 2018, Frick prolonge son contrat jusqu'en 2021 avec l'IF Elfsborg.

### En sélection
Frick ne joue qu'un seul match avec l'équipe de Suède espoirs, le 9 juin 2014 contre la Slovaquie. Il entre en jeu à la place de Isaac Kiese Thelin et son équipe l'emporte par un but à zéro.
Per Frick honore sa première sélection avec l'équipe nationale de Suède le 8 janvier 2017, contre la Côte d'Ivoire (défaite 1-2 de la Suède). Lors de sa deuxième sélection, le 12 janvier suivant, Frick inscrit son premier but, lors de la large victoire des Suédois contre la Slovaquie (6-0). 

## Palmarès
IF Elfsborg
- Championnat de Suède (1) :
  - Champion : 2012.

- Coupe de Suède (1) :
  - Vainqueur : 2013-14.